# Mutare
Mutare (tidligere kendt som Umtali) er en by i den østlige del af Zimbabwe, med et indbyggertal (pr. 2002) på cirka 189.000. Byen blev grundlagt i 1897 og ligger tæt ved grænsen til nabolandet Mozambique.
18°58′S 32°38′Ø / 18.967°S 32.633°Ø